# Бомон ле Валанс
Бомон ле Валанс (фр. Beaumont-lès-Valence) насеље је и општина у источној Француској у региону Рона-Алпи, у департману Дром која припада префектури Валанс.
По подацима из 2011. године у општини је живело 3787 становника, а густина насељености је износила 215,05 становника/km². Општина се простире на површини од 17,61 km². Налази се на средњој надморској висини од 185 метара (максималној 221 m, а минималној 135 m).

## Демографија
| 1962. | 1968. | 1975. | 1982. | 1990. | 1999. | 2011. |
| ----- | ----- | ----- | ----- | ----- | ----- | ----- |
| 1.252 | 1.333 | 1.873 | 2.667 | 3.117 | 3.679 | 3.787 |

График промене броја становника у току последњих година